# Jatropha miskatensis
Jatropha miskatensis är en törelväxtart som beskrevs av Mats Thulin. Jatropha miskatensis ingår i släktet Jatropha och familjen törelväxter. Inga underarter finns listade i Catalogue of Life.